# لورانس ميدلتون
لورانس ميدلتون (بالإنجليزية: Lawrence Middleton)‏ هو دبلوماسي بريطاني، ولد في 27 مارس 1930.